# 李廷材
李廷材（？—？），又作李挺材，字柱可，號素軒，广东肇庆府高要縣人。

## 生平
万历三十一年（1603年）癸卯科广东乡试二十九名举人，曾任始兴县教谕，四十一年（1613年）癸丑科進士，四十二年授如皋县知县，四十三年大饥，道殣相望，挺材多方全活，掩胔骸千计，清丈新涨沙数百顷，抵补漕粮缺额，四十六年以强项復除洧川县知县，未任丁憂卒，如皋有遗爱碑。

## 家族
曾祖李太舉。祖父李秀林。父李成春。